# Mohammed Sleiman
Mohammed Sleiman (Suleiman), né en 1959 et mort à Dreikiche le 1er août 2008 à Tartous, est un général et un homme politique syrien.
Proche conseiller du président Bachar el-Assad, il avait en charge la sécurité présidentielle et les relations avec le Hezbollah.
Il est mort, assassiné, le 1er août 2008 près de Tartous par un sniper, alors qu'il se trouvait dans sa résidence secondaire. Étant donné le mode opératoire, des soupçons ont été portés sur les Israéliens, ce que ces derniers ont démenti.
Le 15 juillet 2015, le site web The Intercept dévoile un extrait d’Intellipedia (une base de données interne à la NSA) fourni par Edward Snowden indiquant que l’assassinat a été commis par des commandos de marine israéliens. Cet assassinat est le premier exemple connu d’une attaque d’Israël contre « un responsable d’un gouvernement légitime », ajoute le document de la NSA. Selon The Intercept, la NSA a établi la responsabilité d’Israël dans la mort du général par l’interception de communications israéliennes. Le gouvernement israélien avait nié son implication dans cet assassinat, mais le quotidien américain The Washington Post avait confirmé en janvier 2015 l’implication du Mossad et de la CIA, en citant des sources anonymes du renseignement américain.